# Bűn és bűnhődés (film, 1956)
A Bűn és bűnhődés (eredeti cím: Crime et châtiment) 1956-ban bemutatott fekete-fehér, francia filmdráma. Georges Lampin rendezésében és Jean Gabin főszereplésével.
A film Fjodor Mihajlovics Dosztojevszkij 1866-os regénye alapján készült.

## Cselekmény
A regény modern környezetbe ültetett feldolgozása. René szegény párizsi diák, akit a nélkülözés gyilkossá tesz. A bűntett elkövetése után Gallet felügyelő súlyos egyénisége árnyékként nehezedik az életére. Lilynek, a tisztaszívű prostituáltnak a szerelme segíti abban, hogy bevallja tettét a felügyelőnek.

## Szereplők
| Szereplő               | Színész          | Magyar hang        |
| ---------------------- | ---------------- | ------------------ |
| Gallet felügyelő       | Jean Gabin       | Szabó Gyula        |
| Lili Marcellin         | Marina Vlady     | Kútvölgyi Erzsébet |
| Nicole Brunel          | Ulla Jacobsson   | Venczel Vera       |
| Antoine Monestier      | Bernard Blier    | Miklósy György     |
| René Brunel            | Robert Hossein   | Juhász Jácint      |
| Madame Brunel          | Gaby Morlay      | ?                  |
| Noblet felügyelő       | René Havard      | ?                  |
| Madame Marcellini      | Yvette Etiévant  | ?                  |
| Madame Horvais         | Gabrielle Fontan | ?                  |
| Megvádolt munkás       | Roland Lesaffre  | ?                  |
| Madame Horvais kliense | Jacques Dynam    | ?                  |
| Renaud felügyelő       | Albert Rémy      | ?                  |
| Gustave Messonnier     | Lino Ventura     | Surányi Imre       |
| Jean Fargeot           | Gérard Blain     | Székhelyi József   |
| Pierre Marcellin       | Julien Carette   | Zenthe Ferenc      |

## Fordítás
- Ez a szócikk részben vagy egészben  a   Crime et Châtiment (film, 1956) című francia Wikipédia-szócikk fordításán alapul.  Az eredeti cikk szerkesztőit annak laptörténete sorolja fel. Ez a jelzés csupán a megfogalmazás eredetét és a szerzői jogokat jelzi, nem szolgál a cikkben szereplő információk forrásmegjelöléseként.